# Standoff Land Attack Missile
El AGM-84E SLAM (Standoff Land Attack Missile, Misil de ataque terrestre de separación AGM-84E) fue un misil de crucero subsónico lanzado desde el aire sobre el horizonte que fue desarrollado por McDonnell Douglas a partir del misil antibuque AGM-84 Harpoon. El SLAM fue diseñado para proporcionar capacidades de ataque de precisión en todo clima, de día y de noche, contra objetivos estacionarios de alto valor, así como contra barcos en el puerto.
En el año 2000, el SLAM fue reemplazado en servicio por el AGM-84H/K SLAM-ER (Standoff Land Attack Missile Expanded Response), que tenía numerosas capacidades nuevas, incluida una mayor penetración de objetivos y casi el doble del alcance del antiguo AGM-84E SLAM.